# Wolferen
Wolferen is een buurtschap in de Nederlandse gemeente Overbetuwe, gelegen in de provincie Gelderland. Het ligt ten zuiden van Andelst aan de rivier de Waal. Tot 22 mei 1854 behoorde Wolferen samen met Loenen tot de gemeente Loenen en Wolferen, waarna het opging in de gemeente Valburg. Voor de postadressen valt Wolferen onder de woonplaats Andelst.
De oudste vermelding van Wolferen dateert uit de 11e eeuw. Wolferen staat dan op de goederenlijst van de abdij van Sint Vaast te Atrecht. In 1167 verkocht de abdij zijn goederen te Wolferen aan graaf Dirk van Kleef. De graaf gaf het gebied vervolgens weer in leen uit.
Wolferen heeft last ondervonden van de rivier de Waal die zich in noordelijke richting verplaatste en zo het dorp opslokte. Waarschijnlijk had Wolferen oorspronkelijk ook een kerk.
In de 15e eeuw kwamen zowel de heerlijkheid Wolferen als de heerlijkheid Loinen in handen van het geslacht Van Gent. Omdat dit geslacht nauw was verbonden met het hertogdom Gelre, zal Wolferen daardoor onderdeel van Gelderland zijn geworden.
Loenen en Wolferen behoorden enige tijd tot de gemeente Slijk-Ewijk. Tot 1854 vormden ze een eigen gemeente.
Dorpen: Andelst · Driel · Elst · Hemmen · Herveld · Heteren · Oosterhout · Randwijk · Slijk-Ewijk · Valburg · Zetten

Buurtschappen en gehuchten: Aam · Bredelaar · Eimeren · Herveld-Noord · Herveld-Zuid · Homoet · Indoornik · Keulse Kamp · Lakemond (deels) · Leedjes · Lijnden · Loenen · Merm · Raayen · Reeth · Snodenhoek · Wolferen

Gelderland: Steden en dorpen in Gelderland      Nederland: Provincies · Gemeenten